# 神品芳夫
神品 芳夫（こうしな よしお、1931年3月16日 - 2024年2月11日）は、日本のドイツ文学者・詩人。東京大学教養学部教授を経て、東京大学名誉教授。退官後は、明治大学教授に就任。専門はリルケから、戦後ドイツ文学である。

## 略歴
東京都生まれ。東京大学大学院独語独文学専攻博士課程中退。
1962年東京大学教養学部助教授、教授を経て1992年定年退官、名誉教授。明治大学教授、2002年退職。
2005年、「自然詩の系譜　20世紀ドイツ詩の水脈」で第5回日本詩人クラブ「詩界賞」を受賞。
妻の神品友子（1932-　）もドイツ文学者（東大院、拓殖大学名誉教授）。
神原芳之の筆名で2016年、第一詩集『青山記』出版。2017年、同詩集で第28回富田砕花賞受賞。
2024年2月11日、誤嚥性肺炎のため死去。92歳没。

## 著書
単著
- 『リルケ研究』小沢書店、1972年、新装版1982年。ASIN B000J94BKC
- 『詩と自然　ドイツ詩史考』小沢書店、1983年2月。ASIN B000J7GBNY
- 『ドイツ冬の旅』小沢書店、1985年1月、新装版1989年。ASIN B000J6R7M4
- 『リルケ　現代の吟遊詩人』青土社、2015年9月。

編著
- 『オールラウンド初級ドイツ語』同学社、1994年。
- 『ドイツ文学 歴史のなかで文学の流れをみる』放送大学教育振興会、1998年。ISBN 978-4595555213。
- 『自然詩の系譜 20世紀ドイツ詩の水脈』みすず書房、2004年。ISBN 978-4622070986。

共著
- 手塚富雄『増補版 ドイツ文学案内』岩波文庫別冊、1993年。ISBN 978-4003500033。

## 訳書
- 『ドストエフスキー ツヴァイク全集』みすず書房、1961年。
- 世界の文学（中央公論社）
  - ライナー・マリア・リルケ『若き女性への手紙』1964年。
  - ヘルマン・ヘッセ『郷愁』1968年。
- 世界文学全集
  - ヨーゼフ・フォン・アイヒェンドルフ『フリードリヒの遍歴』集英社、1970年。
  - ライナー・マリア・リルケ『神さまの話』集英社、1974年。
  - ライナー・マリア・リルケ『マルテの手記』学習研究社、1979年。

- ライナー・マリア・リルケ『エーヴァルト・トラギー』弥生書房　「リルケ全集」、1960年、新版1973年。
- オスカー・レルケ『ブルックナー　音楽と人間像』音楽之友社、1968年。ASIN B000JA3J72
- 『オスカー・レルケ詩集』思潮社、1969年。ASIN B000J94XJQ
- ロベルト・シンチンゲル『詩人の肖像．第5章　ライナー・マリア・リルケ』第三書房、1974年。
- エルンスト・ホフマン『黄金の壷』岩波書店〈岩波文庫〉、1974年。ISBN 978-4003241417。
- ハンス・エーリヒ・ノサック『死神とのインタヴュー』岩波文庫、1987年2月。ISBN 978-4003244814。
- 『リルケ詩集』小沢書店、1993年10月。ISBN 978-4755140068。
- 『リルケ詩集』土曜美術社出版販売、2009年12月。ISBN 978-4812017890。

共訳著
- ライナー・マリア・リルケ『筑摩世界文学大系　形象詩集ほか』筑摩書房、新版1971年11月。ISBN 978-4480206602。
- 『リルケ　初期詩集』弥生書房　「リルケ全集.1」、1961年、新版1973年。
- 神品友子『世界の詩 2 ドイツ』さ・え・ら書房、1968年。
- インゲボルグ・バッハマン、神品友子共訳『マリーナ 女のロマネスク 1』晶文社、1973年11月。ISBN 978-4794913012。
- 田中謙司『ボブロフスキー詩集』小沢書店、1994年10月。ISBN 978-4755140174。
- ゲーテ『若きヴェルターの悩み　全集第6巻.小説』潮出版社、1979年、新装普及版2003年11月。ISBN 978-4267016660。他の訳者は前田和美、浜川祥枝、石井不二雄

記念論集
- 『シャウインスラント 1991　Schau ins Land』郁文堂、1993年1月。ISBN 978-4261010701。